# Norma času

Animace času

Norma času udává v jednotkách času (v minutách, hodinách apod.), kolik času spotřebuje pracovník nebo pracovní skupina ke splnění (výrobního zpracování, přepravení, vykonání apod.) celého pracovního úkonu nebo na jeho jednotku vyjádřenou předmětem – ks; délkou – m; plochou – m², ha; objemem – m³; l; hmotností – kg, t apod.[zdroj?]
Při práci vykonávané pracovním kolektivem norma času pracovní čety  udává v jednotkách času, kolik času vyjádřeného součtem normativních časů (dílčích norem času) jednotlivých členů pracovní čety spotřebuje tato četa ke splnění (výrobního zpracování, přepravení, apod.) celého pracovního úkolu nebo na jeho jednotku. Tato norma se obvykle nazývá norma času pracovní čety.
Norma času je převrácenou hodnotou normy množství, která je z normy času odvozena.